# Helmut Spiegel
Helmut Spiegel (* 9. Oktober 1932 in Essen; † 6. Februar 2014 in Witten) war ein deutscher Journalist und Autor.

## Lebenslauf
Helmut Spiegel wuchs in Altenessen in der Arbeitersiedlung „Klein-Jerusalem“ auf. Sein Vater, ein Kruppscher Automobil- und Lokomotivschlosser, hätte es gerne gesehen, wenn der Sohn Ingenieur geworden wäre. Doch dieser stellte bald fest, dass er Technik besser beschreiben als betreiben konnte, und wurde Redakteur. Er arbeitete zunächst bei der Neuen Ruhrzeitung in Essen, ab 1961 dann bei der Westdeutschen Allgemeinen Zeitung in Witten, wo er bis zu seinem Tode mit seiner Familie wohnte. Das Thema seiner Bücher ist das Ruhrgebiet. Seine Kindheit und Jugend in der Kriegs- und Nachkriegszeit, in den Jahren von 1939 bis 1949, schilderte er in seinem ersten (und bekanntesten) Buch Ich schäbiges Frikadellchen.

## Schriften (Auswahl)
- Ich schäbiges Frikadellchen. Henselowsky Boschmann, Bottrop 1996, ISBN 3-922750-20-6, als Hörbuch: Henselowsky Boschmann 2007, ISBN 978-3-922750-76-5.
- Das Bollerrad muss bollern, der Knicker, der muss rollern. Verlorene Kinderspiele aus dem Ruhrgebiet. Henselowsky Boschmann, Bottrop 2004, ISBN 3-922750-49-4.
- Unser Mutter stochte, bis die Suppe kochte. Lieder, Rezepte und Geschichten aus der alten Ruhrgebietsküche. Henselowsky Boschmann, Bottrop 2005, ISBN 3-922750-59-1.
- Auf alle meine Pötte setzt Ursula den Deckel. Wie das im Ruhrgebiet mit der Ehe funktioniert. Henselowsky Boschmann, Bottrop 2006, ISBN 3-922750-67-2.